# Terpna erionoma
Terpna erionoma là một loài bướm đêm trong họ Geometridae.